# Казивања
„Казивања“ је југословенски филм из 1982. године. Режирао га је Арса Милошевић, а сценарио је писала Кика Дамњановић.

## Улоге
| Глумац            | Улога |
| ----------------- | ----- |
| Милена Дапчевић   |       |
| Маја Димитријевић |       |
| Соња Јауковић     |       |
| Ксенија Јовановић |       |
| Мирјана Карановић |       |
| Љиљана Међеши     |       |
| Неда Огњановић    |       |